# 伊那八幡站

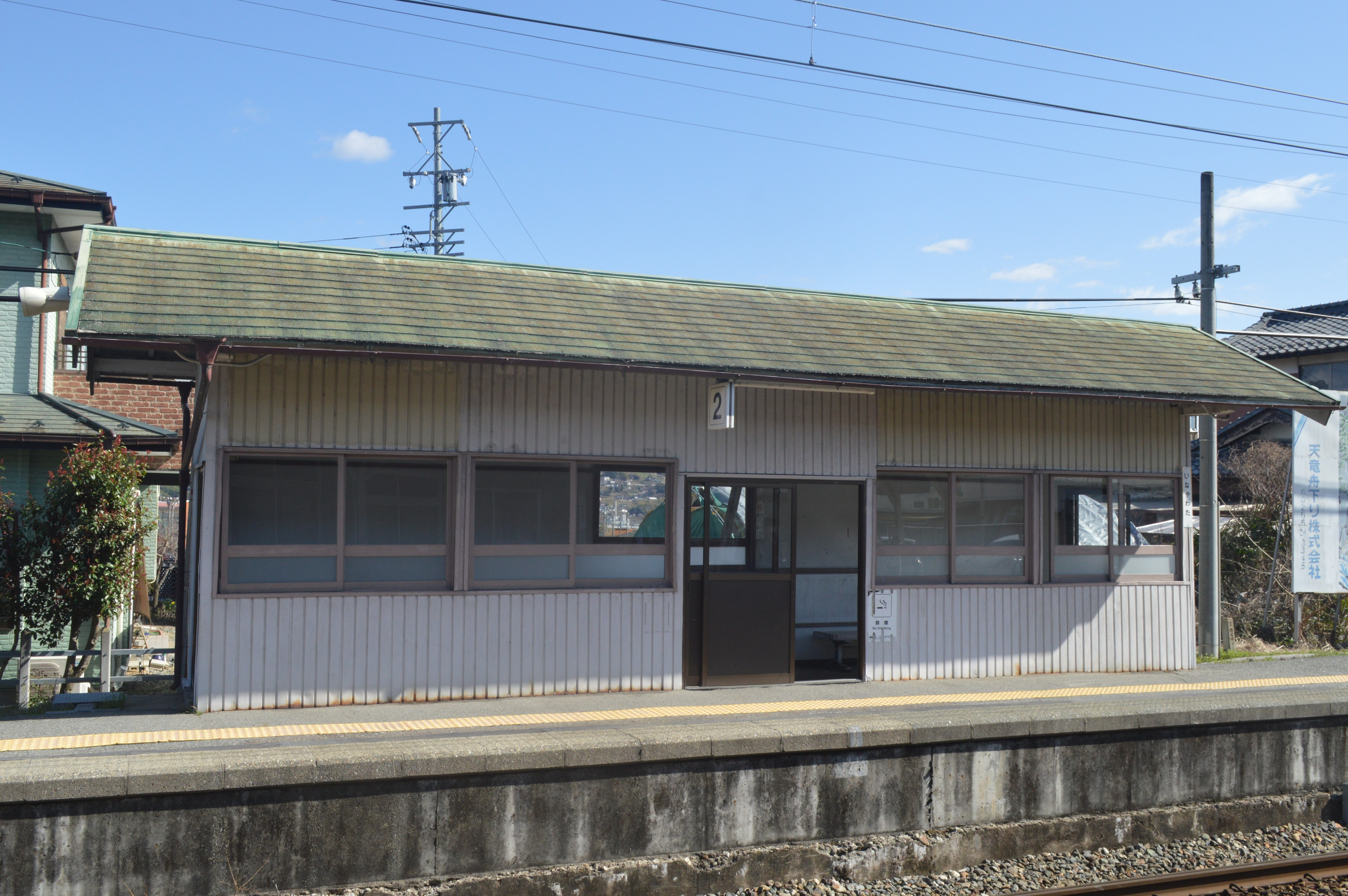
候車室（2023年3月）

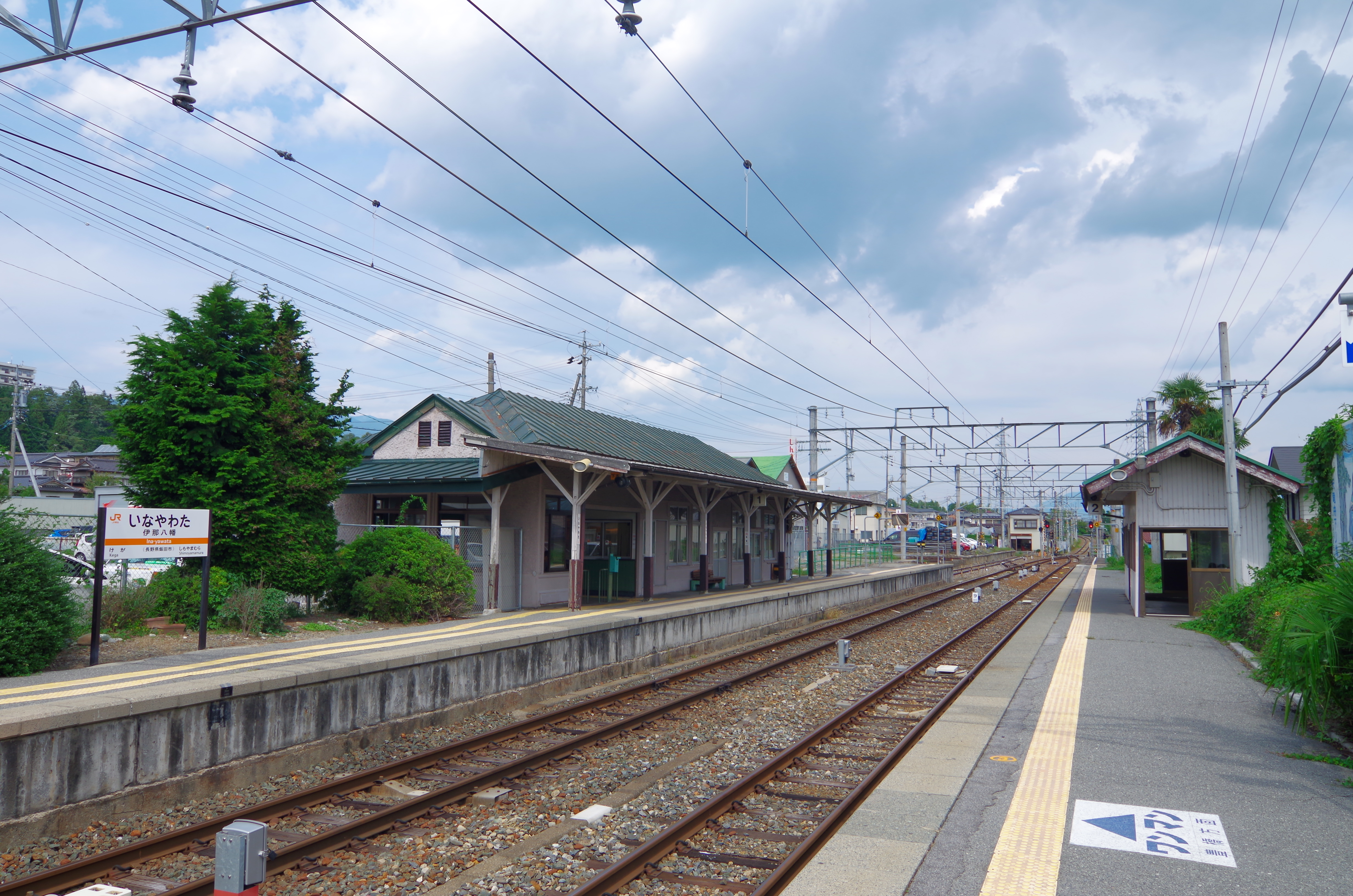
月台（2014年9月）

伊那八幡站（日语：／ Ina-yawata eki */?）是位於長野縣飯田市八幡町2191號，東海旅客鐵道（JR東海）的飯田線車站。
在急行列車於飯田線行走的時代，此站成為急行停車站。

## 歷史
- 1926年（大正15年）12月17日 - 伊那電氣鐵道（日语：伊那電気鉄道）此站至飯田站之間開通，此站啟用[1]。
- 1927年（昭和2年）2月5日 - 伊那電氣鐵道此站至毛賀終點臨時停留場（毛賀站的前身）開通。
- 1943年（昭和18年）8月1日 - 伊那電氣鐵道線被國有化，成為飯田線的一部分[2]。
- 1975年（昭和50年）7月1日 - 結束車載貨物起卸業務。
- 1984年（昭和59年）2月24日 - 成為業務委託車站。
- 1985年（昭和60年）3月14日 - 結束行李起卸業務。
- 1987年（昭和62年）4月1日 - 伴隨國鐵分割民營化，車站由東海旅客鐵道（JR東海）營運。
- 1992年（平成4年）2月1日 - 夜間成為沒有車站職員當值。
- 1994年（平成6年）3月 - 成為無人車站。

## 車站構造
車站是一座地面車站，設有2面2線相對式月台。
此站由飯田站管理的無人車站。車站大樓位於車站東邊。在大樓北邊設有留置線，停泊了維護路軌車輛。在站內設有變電站。

### 月台
| 月台 | 路線   | 上下行 | 方向             |
| ---- | ------ | ------ | ---------------- |
| 1    | 飯田線 | 下行   | 飯田、辰野方向   |
| 2    | 飯田線 | 上行   | 天龍峽、豐橋方向 |

## 使用狀況
根據「飯田市統計書」，以下為1日平均乘車人次列表：
| 年度 | 1日平均 乘車人次 |
| ---- | ---------------- |
| 2003 | 274              |
| 2004 | 262              |
| 2005 | 247              |
| 2006 | 240              |
| 2007 | 229              |
| 2008 | 224              |
| 2009 | 208              |
| 2010 | 200              |
| 2011 | 201              |
| 2012 | 206              |
| 2013 | 230              |
| 2014 | 231              |
| 2015 | 223              |
| 2016 | 215              |
| 2017 | 208              |

## 車站周邊
- 飯田市立醫院（日语：飯田市立病院）[1]
- 飯田市立松尾小學
- 飯田女子短期大學[1]
- 八幡商店街
- 鳩嶺八幡宮（日语：鳩ヶ嶺八幡宮）[1]
- JA南信州松尾分所
- 八十二銀行（日语：八十二銀行）八幡分店
- 飯田信用金庫（日语：飯田信用金庫）松尾分店
- 弁天港 - 距離此站2公里，為天龍船下行的乘船處[1]
- 國道151號（日语：国道151号）
- 國道256號（日语：国道256号）

## 相鄰車站
東海旅客鐵道（JR東海）
 飯田線
毛賀－伊那八幡－下山村

## 注腳
1. 1 2 3 4 5 6 7 8 9 10 11 12 13 14 15 16  信濃毎日新聞社出版部. . 信濃毎日新聞社. 2011-07-24: 217. ISBN 9784784071647.
2. ↑  「鉄道省告示第204号」『官報』1943年7月26日（國立國會圖書館數碼化收藏）
3. 1 2  採用車站時間表的方向資訊。詳情參見JR東海官方網站的各站時間表 （页面存档备份，存于）（截至2015年1月）。